# Avenue d'Ivry
Avenue d'Ivry je ulice v Paříži. Nachází se ve 13. obvodu. Je jednou z hlavních tříd asijské čtvrti.

## Poloha
Avenue vede od Boulevardu Masséna (Porte d'Ivry) a napojuje se na Avenue de Choisy u křižovatky s Rue de Tolbiac. Ulice je orientována ze severozápadu na jihovýchod. Vede směrem do města Ivry-sur-Seine, kterému vděčí za své jméno.

## Historie
Silnice se nachází již na plánu z roku 1730 ve městě Ivry-sur-Seine. Po rozšíření Paříže v roce 1860 se stala součástí hlavního města. Vzhled ulice se výrazně změnil v 60. a 70. letech 20. století. Projekt Italie 13 vedl k výstavbě mnoha výškových budov poblíž ulice, především obytné čtvrti Les Olympiades. Ulice tak ztratila charakter dělnické čtvrti a ve 2. polovině 70. let se sem nastěhovalo obyvatelstvo z jihovýchodní Asie a vznikla zde asijská čtvrť. Dnes je to rušná nákupní ulice lemovaná mnoha asijskými restauracemi a supermarkety.